# The Naked Jungle (película)
The Naked Jungle (Cuando ruge la marabunta en España; Marabunta en Argentina, México y Uruguay), es una película clásica de aventuras de 1954, de Byron Haskin, ambientada en una hacienda de América del Sur en 1901, con Charlton Heston y Eleanor Parker en los papeles principales. Está basada en el relato Leiningen contra las hormigas, de Carl Stephenson.
Está considerada como una de las mejores producciones de George Pal y uno de los clásicos indiscutibles del cine de insectos. Además del sensacional ritmo narrativo, los convincentes efectos especiales y el irresistible tono aventurero, destaca su tórrido ambiente.

## Argumento
La acción transcurre en 1901. Christopher Leiningen es el solitario pero rico propietario de una plantación de cacao junto al río Negro (Brasil). Buscando un heredero, se ha casado por poderes con una mujer de su misma nacionalidad, Joanna (Eleanor Parker), de veinticinco años de edad. Procedente de Nueva Orleans, llega por el río a la amplia hacienda de su nuevo esposo y Leiningen deberá realizar un gran esfuerzo para acostumbrarse a convivir con una esposa a la que no conoce. Está molesto porque ella resulta ser viuda, y él deseaba casarse con una virgen. Joanna le dice que un piano suena mejor si ya lo han tocado. A pesar de sus esfuerzos por adaptarse, él se le muestra frío y distante. Aunque finalmente parece empezar a ablandarse, decide enviarla de vuelta a Estados Unidos.
Entretanto, surge el aviso de que se acerca la marabunta, una enorme colonia de hormigas voladoras que arrasan todo a su paso. La plantación está en peligro de perder toda su cosecha si esta no se protege adecuadamente. Leiningen quiere protegerla, pero muchos antes que él lo intentaron y murieron, y la amenaza se acerca cada vez más y más. Joanna se une a la lucha por salvar la plantación.

## Reparto
- Charlton Heston - Christopher Leiningen.
- Eleanor Parker - Joanna Leiningen.
- Abraham Sofaer - Incacha.
- William Conrad - El comisario.
- Romo Vincent - El capitán del barco.
- Douglas Fowley - El hombre de la medicina.
- John Dierkes - Gruber.
- Leonard Strong - Kutina.
- Norma Calderón - Zala.

## Producción
La cinta está basada en el relato corto Leningen versus the ants (1938), de Carl Stephenson, que ya era en su momento una exageración de lo que las hormigas soldado pueden hacer y que autores como Arsuaga y Martín-Loeches (2013) califican de "absurda". El título producido por George Pal difiere bastante de otros trabajos suyos anteriores, pero sí mantiene un esplendoroso tecnicolor, además de poseer algunos de los mejores efectos especiales para la época, según Aldarondo (2008, p. 125). El "sonido" único de las hormigas devorando todo a su paso se creó girando una pajita en un vaso de agua con hielo picado, que luego se amplificó. Gran parte del paisaje fluvial de la selva del río Negro, así como las escenas de dinamitación, son imágenes de archivo rodadas por la segunda unidad en Florahome, Florida.

## Recepción
La producción cinematográfica es un drama de aventuras que consiguió una popularidad muy grande en España y está considerada por autores como Ricardo Aldarondo (2008) una de las mejores películas de aventuras de la historia del cine.